# Ісламізація Боснії і Герцеговини
Ісламізація Боснії та Герцеговини сталася в результаті османського завоювання після завоювання Османською імперією Королівства Боснія у другій половині XV століття, що надає йому унікального характеру в балканському регіоні. Знадобилося більше ста років, щоб іслам став релігією більшості. Багато вчених сходяться на думці, що ісламізація боснійського населення не була насильницькою, а здебільшого мирною та добровільною.

## Фон
Схоже, що за цим процесом стоять кілька факторів. Найважливішим було те, що до османського панування християнство в Боснії мало відносно неглибоке коріння. У Боснії не вистачало сильної християнської церковної організації, щоб мати сильних прихильників — результат нестачі священиків і конкуренції між католицькою та православною церквами та розкольницькою боснійською церквою, яка розвалилася незадовго до приходу османів. Це залишило більшість людей релігійно незаангажованими та сприйнятливими до привабливості ісламських установ. Цій сприйнятливості сприяв розвиток серед багатьох людей свого роду народного християнства, зосередженого на різних практиках і церемоніях, яке було адаптовано до форми народного ісламу, популярного під час вторгнення.
Одна з теорій щодо того, чому навернення до ісламу було більш поширеним у Боснії, ніж в інших місцях на Балканах, полягає в тому, що боснійська церква сповідувала богомильство. Богомильство розглядалося католицькою церквою як головна дуалістична єресь, проти якої Папа Іван XXII 1325 року навіть розпочав хрестовий похід. Таким чином, багато прихильників боснійської церкви були більш сприйнятливими до переходу в іслам. Фактично, у богомильській традиції існувало кілька практик, які нагадували іслам: вони відкидали хрест як релігійний символ, вони вважали ідолопоклонством схилятися перед релігійними зображеннями, мощами чи святими і навіть молилися п'ять разів на день (декламуючи Отче наш). Проте серед істориків не є загальновизнаним те, що боснійська церква була богомильською.
Цю теорію підтримують деякі історики, зокрема сер Томас Арнольд, але інші історики вважають її надмірним спрощенням. Зазначається, що боснійці всіх християнських конфесій прийняли іслам, у тому числі з католицької та православної церков, а не лише з боснійської церкви. Крім того, значна частина населення Боснії не належала до боснійської церкви. Нарешті, під османським правлінням відбулося значне релігійне навернення в багатьох напрямках: багато католиків навернулися до православної церкви і навпаки.
На думку вченого Файна, причина, чому навернення до ісламу було більш поширеним у Боснії (та Албанії) на відміну від інших територій під владою Османської імперії, полягає в тому, що в цих областях було багато конкуруючих церков, жодна з яких не була домінуючою. Тому боснійці були менш відданими християнами, ніж інші балканці.
Ще одна відмінність Боснії від інших частин османських Балкан полягала в тому, що протягом більшої частини османського періоду Боснія була прикордонною провінцією, що межувала з одними з найважливіших ворогів імперії — Австрією, Угорщиною та Венецією. Щоб заселити знелюднілі райони північної та західної Боснії, османи заохочували міграцію великої кількості витривалих поселенців з військовими навичками з Сербії та Герцеговини. Деякі з цих поселенців були волохами, представниками дослов'янського балканського населення, яке засвоїло латинську мову і спеціалізувалося на скотарстві, розведенні коней, торгівлі на далекі відстані та воєнних діях. Більшість з них були членами Сербської православної церкви. До османського завоювання ця церква мала дуже мало членів на боснійських землях за межами Герцеговини та східної смуги долини Дрини. До 1463 року немає достовірних свідчень про будь-які православні церковні споруди в центральній, північній чи західній Боснії. Однак протягом XVI століття в цих частинах Боснії було збудовано кілька православних монастирів, очевидно, для служіння новоприбулому православному населенню.
Економічні та соціальні вигоди також були стимулом стати мусульманином: прийняття ісламу надавало економічний і соціальний статус. За феодальної системи, нав'язаної османами, лише ті, хто прийняв іслам, могли набувати і успадковувати землю і майно, що надавало їм політичні права — статус, у якому зазвичай було відмовлено немусульманам. Однак деякі християнські вельможі змогли зберегти свої маєтки на початку османського правління, воюючи на боці імперії, що свідчить про те, що збереження власності не було головним стимулом для раннього навернення в іслам. На нижчому соціально-економічному рівні більшість новонавернених в іслам змогли перетворити свої маєтки на вільні фермерські господарства. Внизу соціально-економічної драбини перебували кріпаки, які становили більшість населення і були переважно християнами. Крім того, лише мусульмани могли займати посади в османському державному апараті, що надавало особливі привілеї та значно вищий рівень життя. Мусульмани також користувалися юридичними привілеями: християни не могли судитися з мусульманами, а їхні свідчення не могли бути використані проти мусульман у суді.
Поступове навернення до ісламу відбувалося різними темпами в різних областях і серед різних груп. Навернення до ісламу відбувалося швидше в містах, які були центрами освіти та османської адміністрації, ніж у сільській місцевості. Купцям було вигідно прийняти іслам, оскільки вони отримали більшу свободу пересування та державний захист своїх товарів як мусульмани. Багато професійних військових також прийняли іслам, щоб забезпечити швидше просування по службі.
До XVII століття більшість населення Боснії стали мусульманами.
Різноманітні переваги та привілеї, які були збережені за мусульманами, і велика кількість навернень, які вони заохочували серед корінного населення, призвели з часом до появи переважно місцевого мусульманського правлячого класу, який домінував у політичній та економічній владі в Боснії та Герцеговині. У пізніший період Османської імперії Боснія приваблювала мусульманських біженців із земель, які були відвойовані християнськими державами (головним чином Хорватії, Угорщини та Словенії). Деякі прийняли іслам, щоб уникнути данини девшірме (за якою сина християнської родини забирали на військову службу). У той же час деякі мусульманські родини воліли віддавати своїх синів до війська (наприклад, у яничари), оскільки це давало їм можливість навчатися в школі та професійно просуватися.
Іншим способом ісламізації Боснії була імміграція. Під час Великої турецької війни кінця 1600-х років Османська імперія втратила контроль над більшою частиною Угорщини та частинами північно-західних Балкан. Багато мусульман у цих регіонах втекли в інші частини Балкан, зокрема до Боснії.